# シモン1世 (ロレーヌ公)

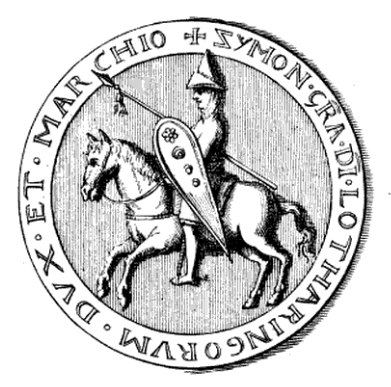
シモン1世のシール

シモン1世（フランス語：Simon Ier, 1076年 - 1138年1月13日）は、ロレーヌ公（在位：1115年 - 1138年）。

## 生涯
シモン1世はロレーヌ公ティエリー2世とその最初の妃ヘートヴィヒ・フォン・フォルムバッハの息子である。神聖ローマ皇帝ロタール3世の異父弟にあたる。
神聖ローマ皇帝との友好政策を継続し、皇帝ハインリヒ5世に同行して1122年のヴォルムスの議会に出席し、その会議において叙任権闘争は解決に至った。
シモン1世は領内の司教たちと対立i関係にあった。バル伯の同盟者であるメス司教エティエンヌ・ド・バルやトリーア大司教アダルベロン・ド・モントルイユと争ったが、両者ともシモンの父ティエリー2世に対するロレーヌの領有権の主張はハインリヒ5世の父ハインリヒ4世によって棄却されていた。アダルベロンはシモン1世を破門したが、教皇インノケンティウス2世はそれを解除した。シモン1世はクレルヴォーのベルナールの友人であり、1135年にシュトゥルゼルブロン修道院を含む多くの修道院を公領に建設した。シモン1世はサン＝ディエに最初に埋葬された後、シュトゥルゼルブロン修道院に埋葬された。

## 結婚と子女
シモン1世はルーヴァン伯アンリ3世の娘アデライードと結婚した。2人の間には以下の子女が生まれた。
- マチュー1世（1119年 - 1176年） - ロレーヌ公[3]
- ロベール - フロランジュ（ティオンヴィル近郊）領主
- アガット - ブルゴーニュ伯ルノー3世と結婚
- エドヴィジュ - トゥール伯フレデリック3世・ド・ダンピエールと結婚
- ベルト - バーデン辺境伯ヘルマン3世と結婚
- マティルド - シュポンハイム伯ゴットフリート1世と結婚
- ボードゥアン
- ジャン